# Port-Bail-sur-Mer
Port-Bail-sur-Mer ist eine französische Gemeinde mit 2.522 Einwohnern (Stand: 1. Januar 2022) im Département Manche in der Region Normandie. Sie gehört zum Arrondissement Cherbourg und zum Kanton Les Pieux.
Sie entstand als Commune nouvelle mit Wirkung vom 1. Januar 2019, indem die bisherigen Gemeinden Denneville, Portbail und Saint-Lô-d’Ourville fusioniert wurden. Diese sind seither Communes déléguées. Der Verwaltungssitz befindet sich im Ort Portbail.

## Gliederung
| Ortsteil                   | ehemaliger INSEE-Code | Fläche (km²) | Einwohnerzahl (2022) |
| -------------------------- | --------------------- | ------------ | -------------------- |
| Portbail (Verwaltungssitz) | 50412                 | 19,56        | 1.492                |
| Denneville                 | 50160                 | 08,24        | .0550                |
| Saint-Lô-d’Ourville        | 50503                 | 10,70        | .0480                |

## Lage
Port-Bail-sur-Mer liegt auf der Halbinsel Cotentin und grenzt im Südwesten an den Ärmelkanal. Eine Strandfläche trennt die Gemeindegemarkung vom offenen Meer.
Nachbargemeinden sind Saint-Georges-de-la-Rivière im Nordwesten, Le Mesnil und Fierville-les-Mines im Norden, Besneville im Nordosten, Canville-la-Rocque im Osten, Saint-Sauveur-de-Pierrepont im Südosten und La Haye im Süden.

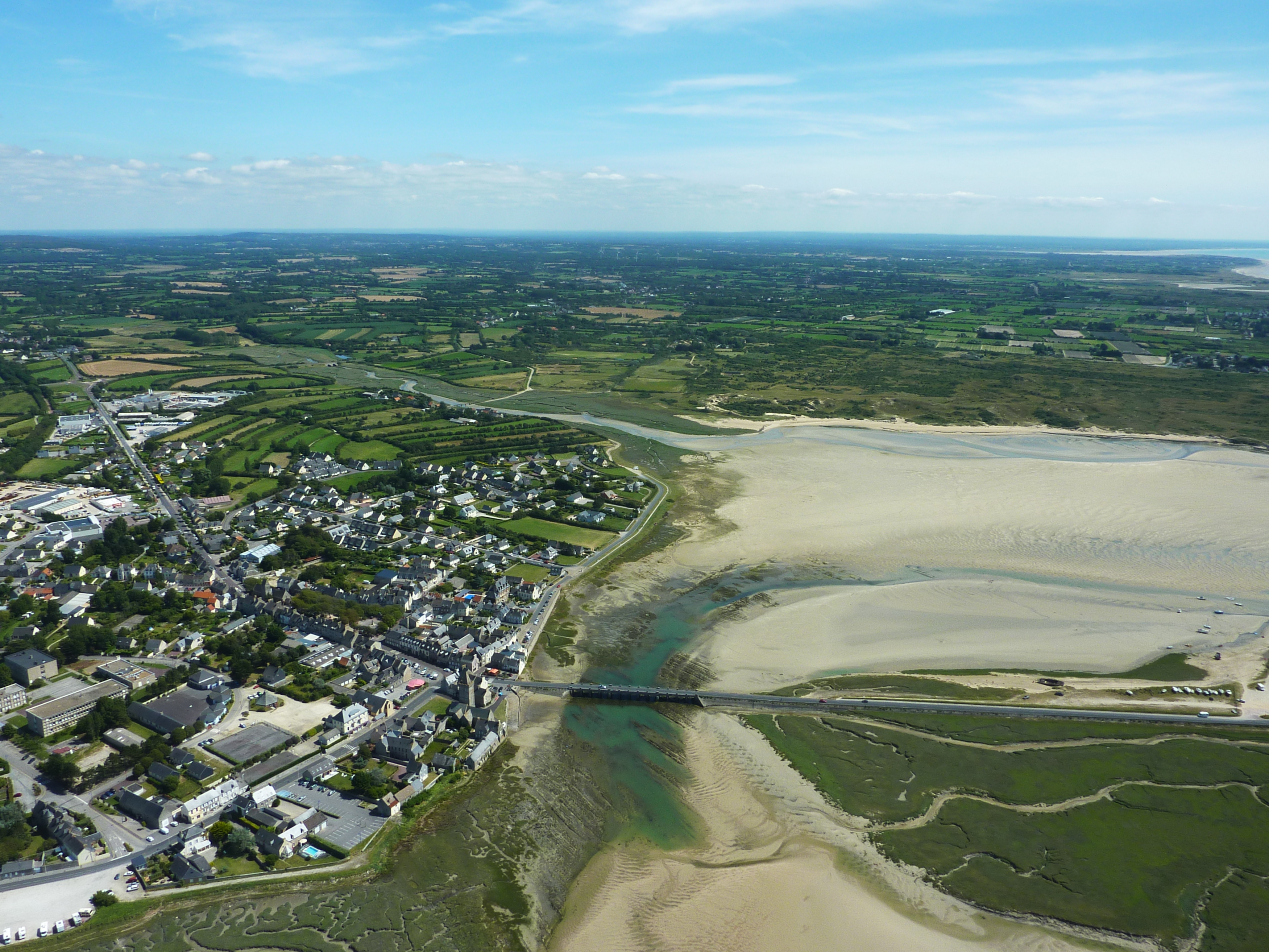
Zeitweise überflutetes Gebiet bei Port-Bail

## Sonstiges
In Portbail befindet sich eine der Endhaltestellen des Train Touristique du Cotentin.